# Nothing But Thieves
Nothing But Thieves (МФА:[ˈnʌθɪŋ bət θiːvz]), в пер. с англ. дословно — Всего лишь воры — британская альтернативная рок-группа из Саутенд-он-Си. Основана в 2012 году. Состоит из вокалиста Конора Мейсона, гитариста Джо Лэнгридж-Брауна, клавишника и гитариста Доминика Крейка, бас-гитариста Филипа Блейка и ударника Джеймса Прайса. В 2014 году группа подписала контракт с американским лейблом звукозаписи RCA Records. Большое влияние на группу оказало творчество Джеффа Бакли и группы Radiohead.
Их стиль музыки нередко сравнивают с такими группами как Foals, The Neighbourhood, Civil Twilight, а также Muse.

## История группы
Сингл «Itch» вошёл в плей-лист BBC Radio 1 и был номинирован на титулы «Горячей записи» и «Трека дня».
Группа выступала на разогреве у вокалиста My Chemical Romance Джерарда Уэя во время его европейского тура с сольным проектом, а позже и у группы Awolnation во время их европейского тура. Также их брали на разогрев Arcade Fire и Джордж Эзрa во время своего британского шоу. Кроме того, группа принимала участие во множестве европейских фестивалей, таких как «Рединг» и «Лидс» и «Уайт». В июле 2015 года группа была разогревающей у другой британской группы — Muse — на фестивале Rock in Roma в присутствии 30 000 зрителей.
Их аншлаговый тур по Великобритании Ban All The Music начался 19 октября 2015 года.
Их дебютный альбом 2015 года Nothing But Thieves поднялся на 7 строчку в Великобритании. В США альбом вышел в феврале 2016 года.
Второй тур по Британии, Under My Skin Tour, был анонсирован 9 ноября 2015 года и прошёл в апреле 2016 года.
6 июля 2016 года Nothing but Thieves выступили на фестивале U-Park в Киеве вместе с The Hardkiss, The Kills и Red Hot Chili Peppers.
9 июля 2016 года группа впервые посетила Россию и выступила на фестивале Park Live в один день с Red Hot Chili Peppers, The Kills и Сплин.

## Состав
- Конор Мейсон (англ. Conor Mason) — вокал, гитара
- Джо Лэнгридж-Браун (англ. Joe Langridge-Brown) — гитара, бэк-вокал
- Доминик Крейк (англ. Dominic Craik) — гитара и клавишные, бэк-вокал
- Филип Блейк (англ. Philip Blake) — бас-гитара
- Джеймс Прайс (англ. James Price) — ударные

## Дискография

### Студийные альбомы
- Nothing But Thieves (2015)
- Broken Machine (2017)
- Moral Panic (2020)
- Dead Club City (2023)

### Мини-альбомы
- If You Don't Believe, It Can't Hurt You (2013)
- Graveyard Whistling (2014)
- Ban All The Music (2015)
- Urchin (2015)
- What Did You Think When You Made Me This Way? (2018)
- Moral Panic II (2021)

### Синглы
- «Wake Up Call» (18 сентября 2014)
- «Tempt You (Evocatio)» (15 октября 2014)
- «Ban All the Music» (14 января 2015)
- «Itch» (18 марта 2015)
- «Hanging» (11 мая 2015)
- «Trip Switch» (18 июня 2015)
- «Honey Whiskey» (17 июля 2015)
- «Amsterdam» (1 мая 2017)
- «Sorry» (19 июля 2017)
- «I’m Not Made by Design» (16 августа 2017)
- «Broken Machine» (1 сентября 2017)
- «Forever & Ever More» (27 августа 2018)
- «Is Everybody Going Crazy?» (15 марта 2020)
- «Real Love Song» (23 июня 2020)
- «Unperson» (28 августа 2020)
- «Impossible» (14 сентября 2020)
- «Futureproof» (8 июня 2021)
- «Miracle, baby» (9 июля 2021)

### Саундтреки
- «Holding Out For A Hero» — в трейлере для 2 серии сериала «Викинги», кавер оригинальной композиции Бонни Тайлер
- «Ban All the Music» — в саундтреке к игре «Madden 16»
- «Trip Switch» — в саундтреке к игре «FIFA 16»
- «Wake Up Call» — в саундтреке к игре «NHL 17»
- «I Was Just a Kid» — в саундтреке к игре «Need for Speed: Payback»
- «Forever & Ever More» — в саундтреке 9 серии 3 сезона «13 причин почему»
- «Life’s Coming in Slow» — в саундтреке к игре «GRAN TURISMO 7»